# Ralph David Blumenfeld

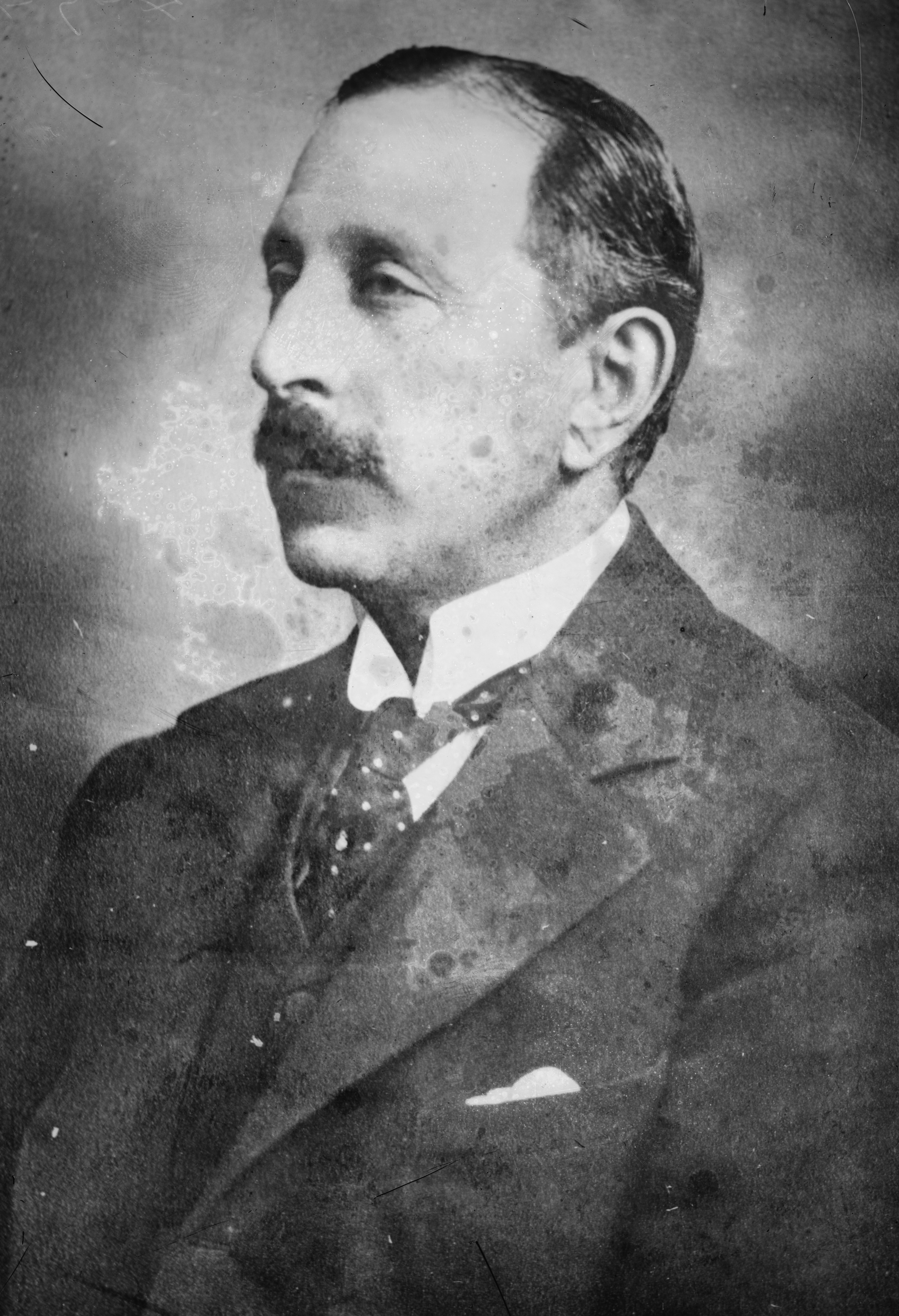
Blumenfeld 1919

Ralph David Blumenfeld (auch bekannt als RDB) (geboren 7. April 1868 in Watertown, Wisconsin; gestorben 17. Juli 1948 in Great Dunmow, Essex) war ein amerikanisch-britischer Journalist und Zeitungsmanager.

## Leben und Tätigkeit
Blumenfeld war der vierte Sohn von David Blumenfeld, einem Professors für Literatur und Geschichte aus Nürnberg, der nach der Revolution von 1848 in die Vereinigten Staaten ausgewandert war, und seiner Frau Nancy. Der Vater war Gründer der deutschsprachigen Zeitung Der Weltbürger, die lange Zeit im mittleren Westen unter deutschstämmigen Amerikanern viel gelesen war. Blumenfelds Patenonkel war der zeitweilige amerikanische Innenminister Carl Schurz, ebenfalls ein nach dem Scheitern der Märzrevolution von 848 in die Staaten emigrierter Revolutionär.
Durch die Tätigkeit des Vaters beeinflusst schlug Blumenfeld die journalistische Laufbahn ein: Er arbeitete zunächst in der Redaktion seines Vaters mit, bevor er 1884 als Redakteur bei der Zeitung Chicago Record-Herald anfing. Seit 1886 arbeitete er für die Nachrichtenagentur United Press (UP) in New York City. 1887 kam er im Auftrag der UP erstmals nach London, um für diese über das 50-jährigen Thronjubiläum der britischen Königin Victoria zu berichten.
Seit 1889 schrieb er für die Zeitung New York Evening Telegram. Ein von Blumenfeld verfasster Artikel über einen Großbrand in der Zeitung Morning Journal brachte ihm die Aufmerksamkeit von James Gordon Bennett junior vom New York Herald ein, der ihn als Reporter für diese Zeitung von der UP abwarb. Fortan war er zwei Jahre lang (1892 bis 1894) Sonderkorrespondent für den Herald in London.
1892 wandte Blumenfeld sich vom journalistischen Beruf ab, um sich als Unternehmer zu betätigen: Er spezialisierte sich auf den Verkauf von Linoytpen-Maschinen und erwarb als Managing Director der Empire Typesetting Machines Company ein erkleckliches Vermögen. 1894 ließ er sich in Großbritannien nieder.
1900 wurde Blumenfeld von dem britischen Zeitungsmagnaten Albert Harmsworth, Lord Northcliffe, dazu bewogen, sich wieder dem journalistischen Metier zuzuwenden und die Herausgeberschaft des politischen Teils der zu Northcliffes Medienimperium gehörende Zeitung Daily Mail zu übernehmen. 1902 wechselte er zu der 1900 gegründeten Boulevardzeitung Daily Express, in der er rasch zu einem maßgeblichen Mann wurde: 1908 wurde Blumenfeld – 1907 als britischer Staatsbürger eingebürgert – Direktor der diese Zeitung herausgebenden Gesellschaft und ab 1909 fungierte er offiziell als Herausgeber des Express: Diesen Posten, den er bis zu seiner Pensionierung im Jahr 1932 beibehielt, hatte er sowohl unter dem ursprünglichen Besitzer Pearson als auch unter Max Aitken, Lord Beaverbrook, der die Zeitung 1916 übernahm, inne. Während seiner knapp dreißigjährigen Tätigkeit für den Express trug Blumenfeld maßgeblich zur Herausbildung der seither dominanten Formen und Techniken des modernen britischen (und weltweiten) Boulevardjournalismus bei: So führte er das Konzept der „schreienden Schlagzeilen“ (zumeist in Form von dicken Bannern dargeboten) und den Trick Schlagzeilen in Form von Wortspielen zu gestalten, um diese besonders einprägsam zu machen, in die britische Presse ein. Speziell mit Blick auf den Express modernisierte er dessen Erscheinungsbild (Format, Schriftart usw.) und setzte durch, dass dieser Nachrichten anstatt von Kleinwerbeanzeigen auf der Titelseite abdruckte.
1932 übergab Blumenfeld die Herausgeberschaft des Express an seinen Protegé Beverley Baxter und ging in den Ruhestand. Allerdings bekleidete er seit 1932 den Posten des Aufsichtsratsvorsitzenden des Express (Chairman of the Board of Directors) bzw. der London Express Newspaper Company, den er bis zu seinem Tod 1948 beibehielt. Im Alter verfasste er, seit 1936 stark durch einen Schlaganfall in seiner Gesundheit beeinträchtigt, eine Reihe von Memoirenbüchern über seine journalistische Karriere und seine Jugend in Wisconsin. Er lebte in diesen Jahren die meiste Zeit in dem Farmhaus Muscombs in Great Dunmow in der Grafschaft Essex.
Politisch stand Blumenfeld der Conservative Party nahe, in der er in den 1920er und 1930er Jahren als enger Freund von Stanley Baldwin, dem langjährigen britischen Premierminister, großen Einfluss hatte. Er war zudem der erste Pressemann, der in den Carlton Club, dem Londoner Klub der meisten führenden konservativen Politiker, aufgenommen wurde. Dementsprechend war er Anhänger des Freihandels und einer Laissze-faire-Haltung in Wirtschaftsfragen, scharfer Gegner des Sozialismus, was sich auch in seiner Beteiligung an der Gründung der Anti-Socialist Union im Jahr 1908 niederschlug.
Blumenfelds jüdische Abstammung und seine führende Rolle in der britischen Presse brachten ihn Ende der 1930er Jahre ins Visier der nationalsozialistischen Polizeiorgane, die ihn als wichtige Zielperson einstuften: Im Frühjahr 1940 setzte das Reichssicherheitshauptamt in Berlin ihn auf die Sonderfahndungsliste G.B., ein Verzeichnis von Personen, die im Falle einer erfolgreichen Invasion und Besetzung der britischen Inseln durch die Wehrmacht von den Besatzungstruppen nachfolgenden Sonderkommandos der SS mit besonderer Priorität ausfindig gemacht und verhaftet werden sollten.
1928 stand er dem Institut of Journalists als Präsident vor.

## Schriften
- The Pick Axe Club, 1885.
- Exiled in England, 1896.
- In the Day of Bicycles and Bustles, 1930.
- Ralph Davi Blumefeld's Diary 1887–1914, 1930.
- What Is a Journalist, 1930.
- All in A Lifetime, 1931
- The Press in My Time, 1933.
- R.D.B.'s Procession, 1935.
- Home Town: Story of a Dream that Came True, 1944.